# 菲利普·巴布科克·戈夫
菲利普·巴布科克·戈夫（英語：Philip Babcock Gove，1902年6月27日—1972年11月16日）是美國詞典編纂者，曾擔任1961年出版的《韋伯斯特第三版新國際字典》的主編。
戈夫出生於新罕布夏州康科德，並獲得達特茅斯學院學士學位、哈佛大學碩士學位、哥倫比亞大學博士學位和達特茅斯文學博士學位。他於1946年開始為 G. and C. Merriam公司工作。1950年至1952年，戈夫擔任《韋伯斯特第三版新國際字典》總編輯；1952年至1960年，擔任總編輯；1960年至1967年退休，擔任主編。
戈夫編寫的《韋伯斯特第三版新國際字典》因其描述性而非規範性的方法、將非正式術語或俚語標註為非正式術語或俚語的簡約方法以及將髒話（「fuck」除外）納入其中而備受爭議。
1972年11月16日，戈夫因心臟病突發在麻薩諸塞州沃倫的家中逝世，享年70歲。

## 外部連結
- Philip Babcock Gove在国会图书馆管理局的纪录，有14条目录纪录